# Liuzhi (sockenhuvudort i Kina, Hubei Sheng, lat 30,88, long 114,49)
Liuzhi är en sockenhuvudort i Kina. Den ligger i provinsen Hubei, i den centrala delen av landet, omkring 39 kilometer nordost om provinshuvudstaden Wuhan. Antalet invånare är 62 508. Befolkningen består av 30 963 kvinnor och 31 545 män. Barn under 15 år utgör 12,0 %, vuxna 15-64 år 75 %, och äldre över 65 år 11,0 %.
Runt Liuzhi är det mycket tätbefolkat, med 1 095 invånare per kvadratkilometer. Närmaste större samhälle är Cangbu, 10,9 km sydost om Liuzhi. Trakten runt Liuzhi består till största delen av jordbruksmark.
Genomsnittlig årsnederbörd är 1 738 millimeter. Den regnigaste månaden är juli, med i genomsnitt 284 mm nederbörd, och den torraste är december, med 27 mm nederbörd.